# Dar Yaghmouracene
Dar Yaghmouracene (în arabă دار يغمراسن) este o comună din provincia Tlemcen, Algeria.
Populația comunei este de 6.331 de locuitori (2008).